# Canhão de mão

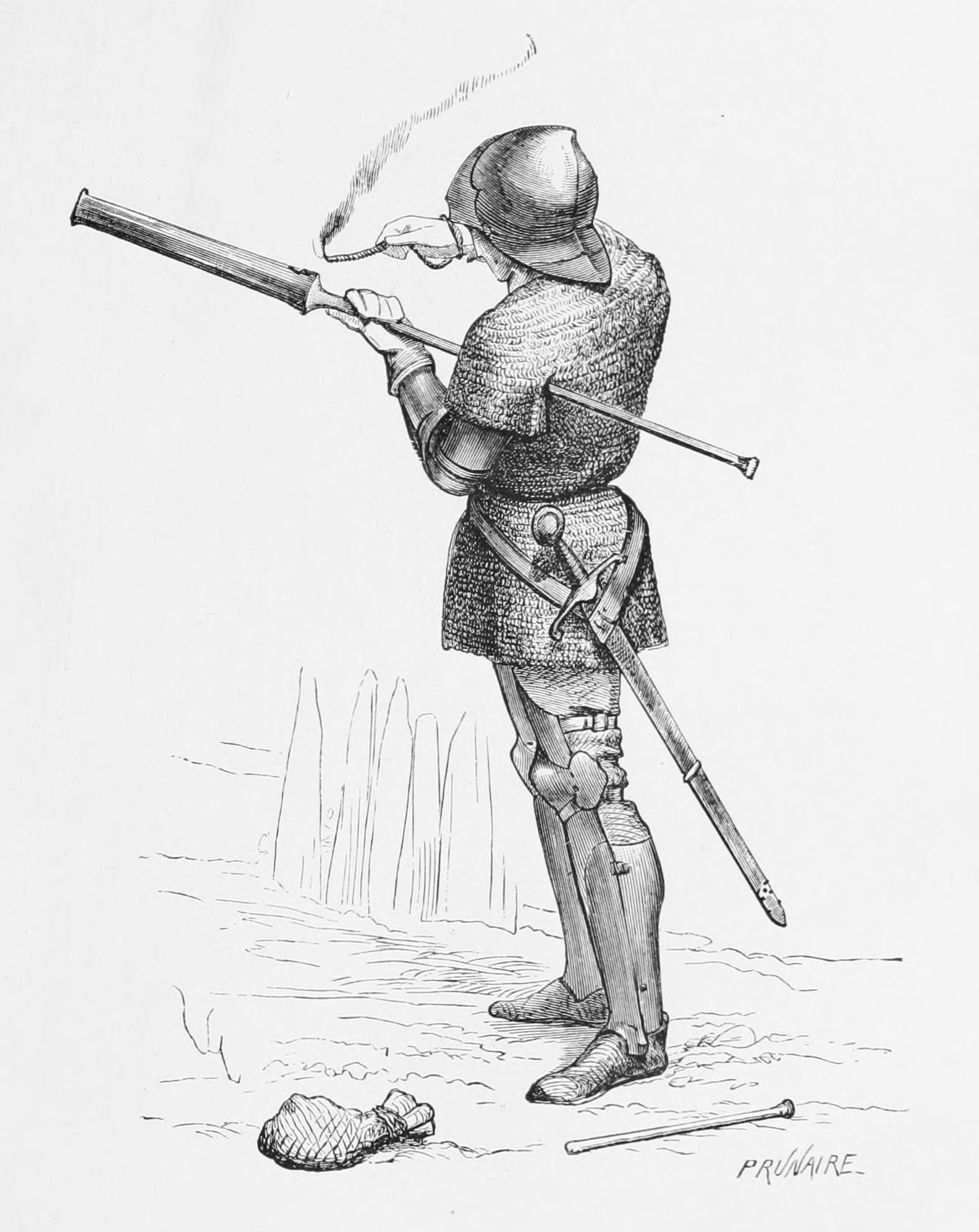
Soldado suíço disparando um canhão de mão, com saco de pólvora e vareta a seus pés, c. final do século XIV (produzido em 1874)

Canhão de mão (o mesmo que bombarda de mão ou bombarda portável) é o termo utilizado para se referir aos canhões portáveis. 
O canhão de mão é a primeira arma de fogo verdadeira e a sucessora da lança de fogo. É o tipo mais antigo de arma de fogo portátil, bem como a forma mecanicamente mais simplista de armas de fogo de cano de metal. Ao contrário das armas de fecho de mecha, o canhão de mão requer ignição externa manual direta através de um orifício de toque sem qualquer tipo de mecanismo de disparo. [carece de fontes?]
O canhão de mão também pode ser considerado um precursor das armas curtas. O canhão de mão foi amplamente utilizado na China a partir do século XIII e, posteriormente, em toda a Eurásia no século XIV. Na Europa do século XV, o canhão de mão evoluiu para se tornar o arcabuz de fecho de mecha, que se tornou a primeira arma de fogo a ter um gatilho.

## Galeria

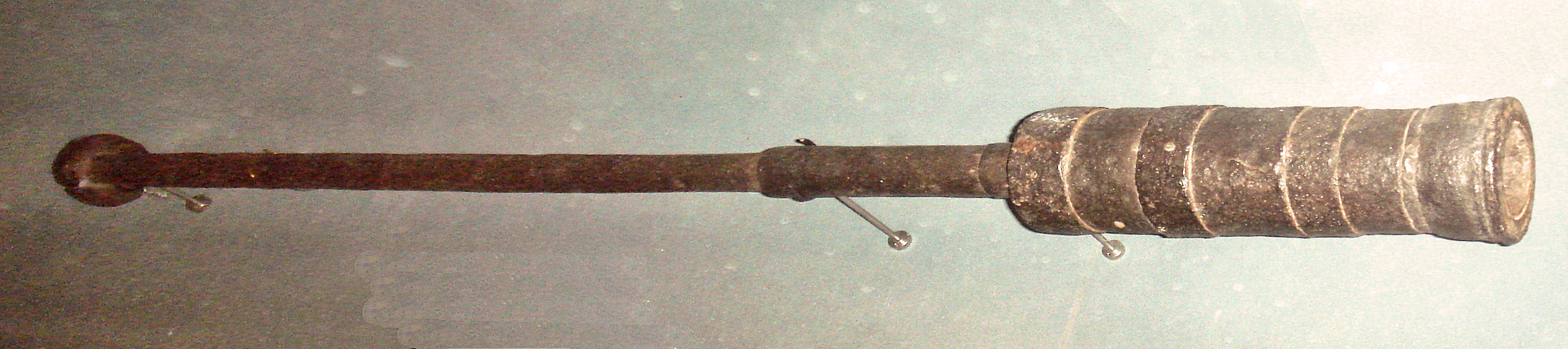
Bombarda de mão, antecessora das modernas armas de fogo portáveis.
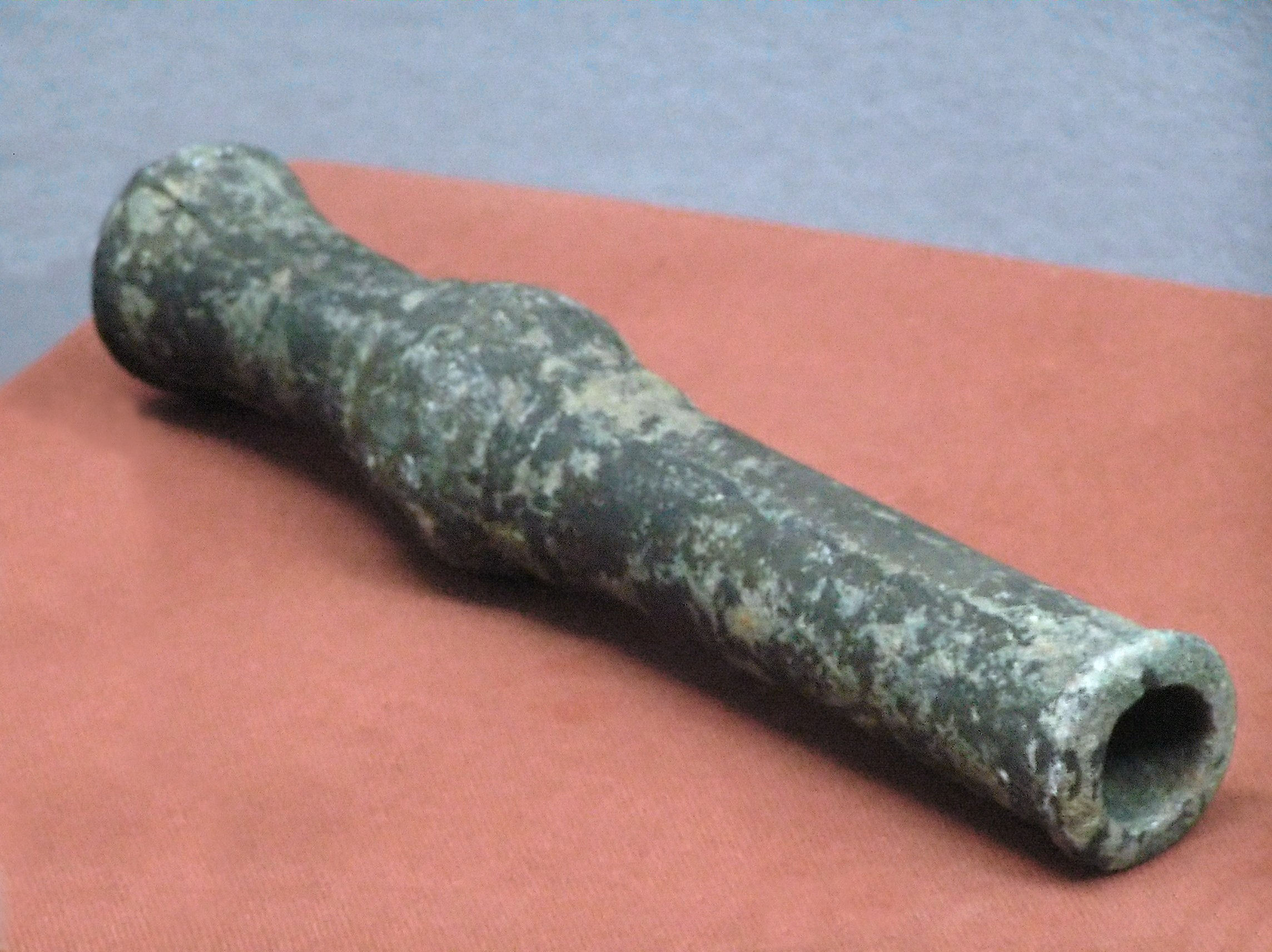
Antigo canhão de mão chinês.
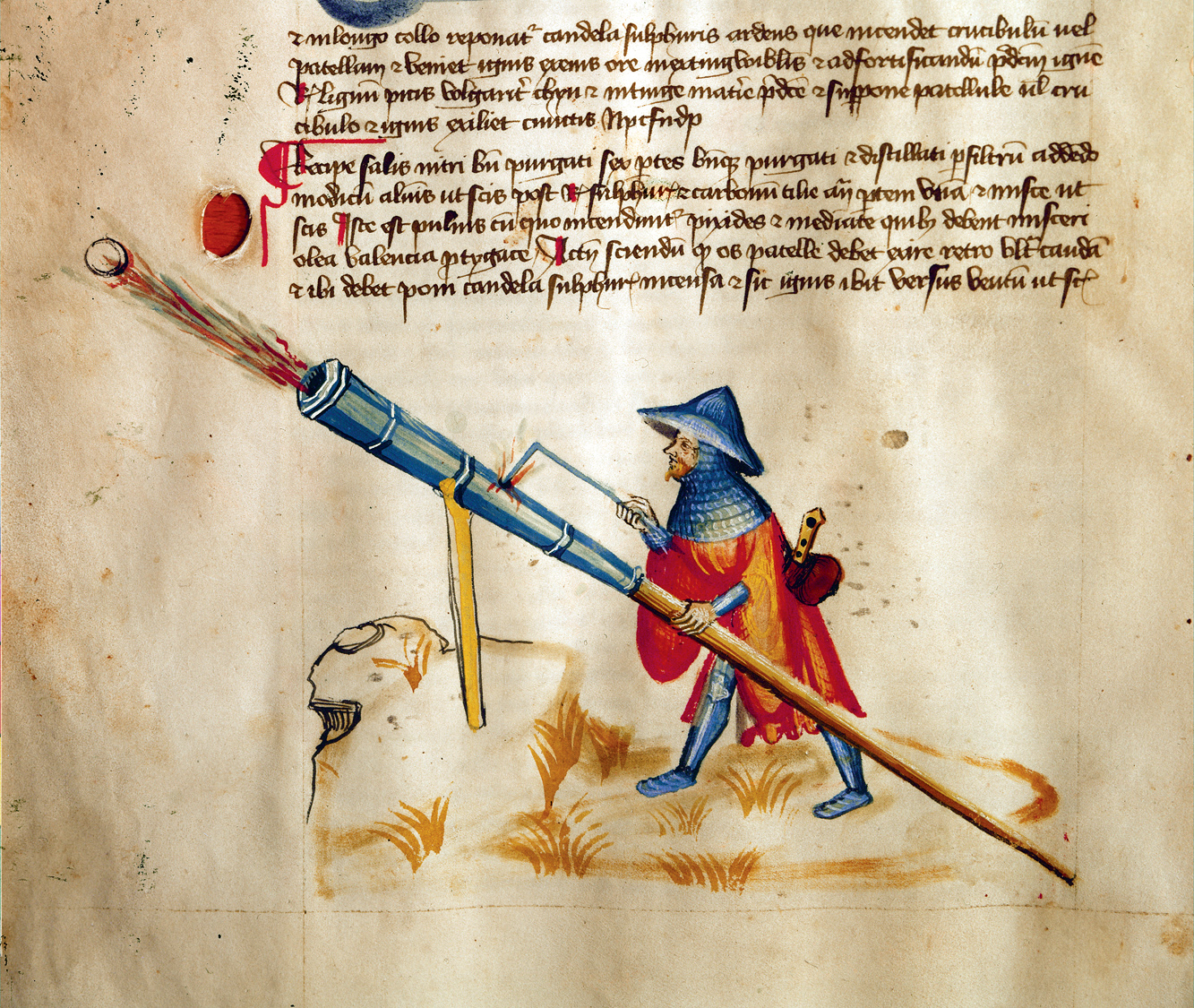
Canhão de mão sendo disparado em manuscrito de 1405.